# Indianapolis 500 1949

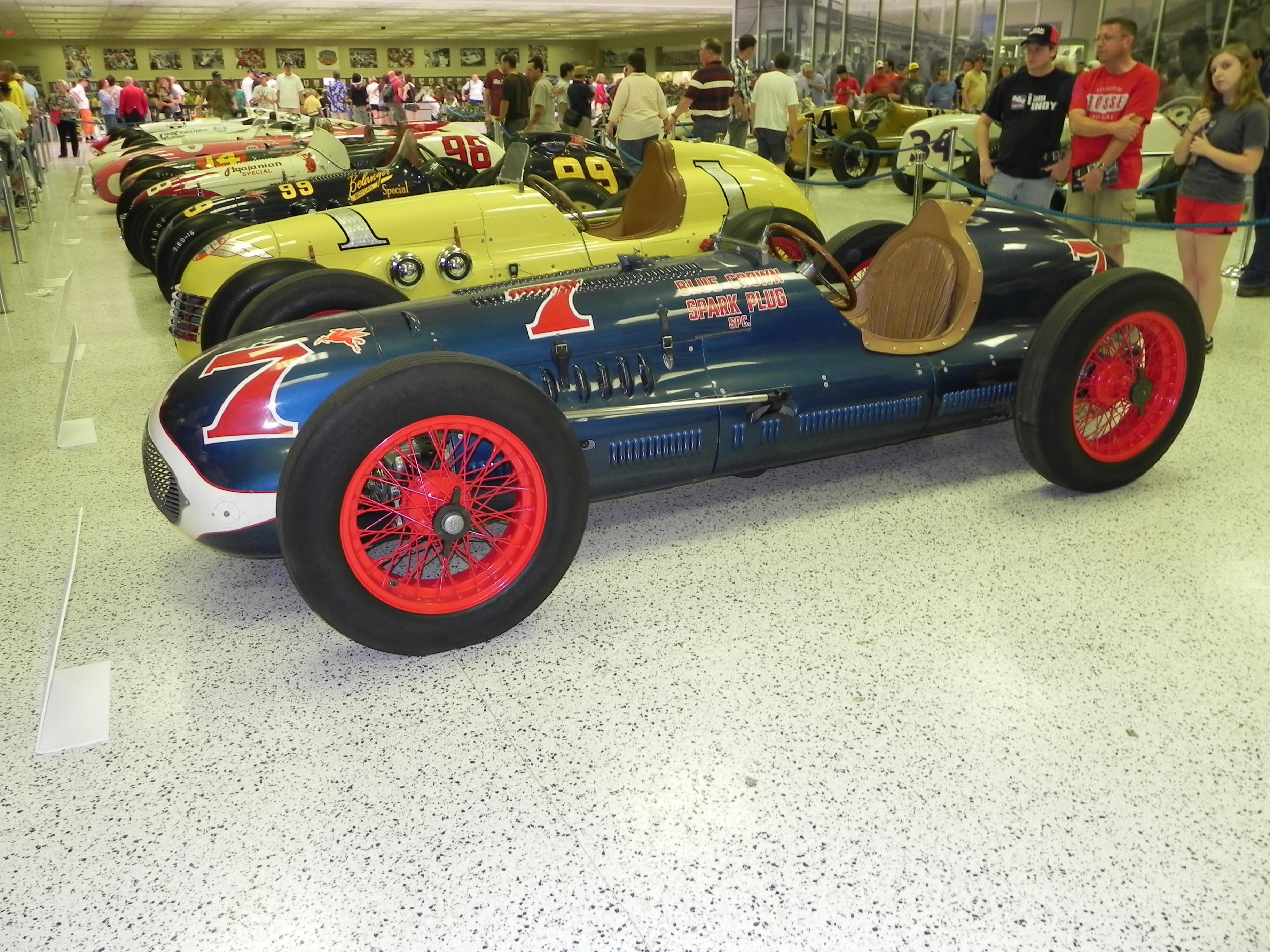
Deidt-Offenhauser; Siegerwagen von Bill Holland

Das 33. Indianapolis 500 (offiziell 33rd 500 Mile International Sweepstakes) auf dem Indianapolis Motor Speedway fand am 30. Mai 1949 statt.

## Das Rennen
Das Rennen ging über eine Distanz von 200 Runden à 4,023 km, was einer Gesamtdistanz von 804,672 km entspricht. Aus der Pole-Position startete Duke Nalon mit einer Vierrunden-Durchschnittszeit von 4:30.80 Min. oder 132,939 mph (213,945 km/h). Das Rennen war der zweite Lauf zur AAA-Saison 1949.

## Ergebnisse

### Startaufstellung
| Reihe | Innen           | Mitte           | Außen             |
| ----- | --------------- | --------------- | ----------------- |
| 1     | Duke Nalon      | Rex Mays        | Jack McGrath      |
| 2     | Bill Holland    | Duane Carter    | George Connor     |
| 3     | Jimmy Jackson   | George Lynch    | Johnny Mantz      |
| 4     | Mauri Rose      | Hal Cole        | Johnnie Parsons   |
| 5     | Myron Fohr      | Mack Hellings   | Duke Dinsmore     |
| 6     | Joie Chitwood   | Jackie Holmes   | Troy Ruttman      |
| 7     | Paul Russo      | Lee Wallard     | Jim Rathmann      |
| 8     | Bill Sheffler   | Sam Hanks       | Norm Houser       |
| 9     | George Fonder   | Travis Webb     | Charles van Acker |
| 10    | Johnny McDowell | Bayliss Levrett | Bill Cantrell     |
| 11    | Fred Agabashian | Emil Andres     | Manny Ayulo       |

### Schlussklassement
Wetter: leicht bewölkt, 22°
| Pos. | Nr. | Name                                      | Chassis      | Motor       | Zeit/Rückstand              | Start | Qualifikation ø 4 Rd. mph |
| ---- | --- | ----------------------------------------- | ------------ | ----------- | --------------------------- | ----- | ------------------------- |
| 1    | 7   | Bill Holland                              | Deidt        | Offenhauser | 4:07:15.97 Std. 121,327 mph | 4     | 128,673                   |
| 2    | 12  | Johnnie Parsons (R)                       | Kurtis Kraft | Offenhauser | 200 Rd.                     | 12    | 132,900                   |
| 3    | 22  | George Connor                             | Lesovsky     | Offenhauser | 200                         | 6     | 128,228                   |
| 4    | 2   | Myron Fohr (R)                            | Marchese     | Offenhauser | 200                         | 13    | 129,776                   |
| 5    | 77  | Joie Chitwood                             | Kurtis Kraft | Offenhauser | 200                         | 16    | 126,863                   |
| 6    | 61  | Jimmy Jackson                             | Deidt        | Offenhauser | 200                         | 7     | 128,023                   |
| 7    | 98  | Johnny Mantz                              | Kurtis Kraft | Offenhauser | 200                         | 9     | 127,786                   |
| 8    | 19  | Paul Russo                                | Slines       | Offenhauser | 200                         | 19    | 129,487                   |
| 9    | 9   | Emil Andres abgelöst von Walt Brown       | Slines       | Offenhauser | 197                         | 32    | 126,042                   |
| 10   | 71  | Norm Houser (R)                           | Langley      | Offenhauser | 181                         | 24    | 127,756                   |
| 11   | 68  | Jim Rathmann (R)                          | Wetteroth    | Offenhauser | 175                         | 21    | 126,516                   |
| 12   | 64  | Troy Ruttman (R)                          | Wetteroth    | Offenhauser | 151                         | 18    | 125,945                   |
| 13   | 3   | Mauri Rose (W)                            | Deidt        | Offenhauser | 192 (Elektrik)              | 10    | 127,759                   |
| 14   | 17  | Duane Carter                              | Stevens      | Offenhauser | 182 (Unfall)                | 5     | 128,233                   |
| 15   | 29  | Duke Dinsmore                             | Olson        | Offenhauser | 174 (Defekt)                | 15    | 127,750                   |
| 16   | 8   | Mack Hellings                             | Kurtis Kraft | Offenhauser | 172 (Ventil)                | 14    | 128,260                   |
| 17   | 4   | Bill Sheffler                             | Bromme       | Offenhauser | 160 (Defekt)                | 22    | 128,521                   |
| 18   | 32  | Johnny McDowell (R)                       | Meyer        | Offenhauser | 142 (Elektrik)              | 28    | 126,139                   |
| 19   | 14  | Hal Cole                                  | Kurtis Kraft | Offenhauser | 117 (Defekt)                | 11    | 127,168                   |
| 20   | 38  | George Fonder (R) abgelöst von Mel Hansen | Adams        | Sparks      | 116 (Ventil)                | 25    | 127,289                   |
| 21   | 74  | Bill Cantrell                             | Kurtis Kraft | Offenhauser | 95 (Antriebswelle)          | 30    | 127,191                   |
| 22   | 57  | Jackie Holmes (R)                         | Kurtis Kraft | Offenhauser | 65 (Antriebswelle)          | 17    | 128,087                   |
| 23   | 6   | Lee Wallard                               | Maserati     | Maserati    | 55 (Getriebe)               | 20    | 128,912                   |
| 24   | 69  | Bayliss Levrett (R)                       | Kurtis Kraft | Offenhauser | 52 (Defekt)                 | 29    | 129,236                   |
| 25   | 5   | Rex Mays                                  | Kurtis Kraft | Novi        | 48 (Motor)                  | 2     | 129,552                   |
| 26   | 33  | Jack McGrath                              | Kurtis Kraft | Offenhauser | 39 (Ölpumpe)                | 3     | 128,884                   |
| 27   | 15  | Fred Agabashian                           | Maserati     | Maserati    | 38 (Kühler)                 | 31    | 127,007                   |
| 28   | 52  | Manny Ayulo (R)                           | Bromme       | Offenhauser | 24 (Defekt)                 | 33    | 125,799                   |
| 29   | 54  | Duke Nalon                                | Kurtis Kraft | Novi        | 23 (Unfall)                 | 1     | 132,939                   |
| 30   | 18  | Sam Hanks                                 | Kurtis Kraft | Offenhauser | 20 (Ölleck)                 | 23    | 127,809                   |
| 31   | 10  | Charles van Acker                         | Stevens      | Offenhauser | 10 (Unfall)                 | 27    | 126,524                   |
| 32   | 26  | George Lynch (R)                          | Rassey       | Offenhauser | 1 (Unfall)                  | 8     | 127,823                   |
| 33   | 37  | Spider Webb                               | Bromme       | Offenhauser | 0 (Getriebe)                | 26    | 127,002                   |

(W)=früherer Gewinner / (R)=Rookie / alle Starter auf Firestone-Reifen

### Führungsrunden
| Fahrer       | Anzahl |
| ------------ | ------ |
| Bill Holland | 146    |
| Duke Nalon   | 23     |
| Lee Wallard  | 19     |
| Rex Mays     | 12     |